# Coelioxys albiventris
Coelioxys albiventris är en biart som beskrevs av Morawitz 1894. Coelioxys albiventris ingår i släktet kägelbin, och familjen buksamlarbin. Inga underarter finns listade i Catalogue of Life.